# سركام (شميل)
سرکام (بالفارسية: سرکم) هي مستوطنة تقع في إيران في قسم شمیل الريفي. يقدر عدد سكانها بـ 379 نسمة .